# Shōgun (romanzo)
Shōgun è un romanzo d'avventura scritto da James Clavell nel 1975. Costituisce il primo capitolo in ordine cronologico della Saga asiatica dell'autore. Il romanzo ha avuto grande popolarità e diffusione, arrivando nel 1990 a vendere 15 milioni di copie in tutto il mondo.
La storia ripercorre le vicissitudini dell'ascesa al potere del daimyō Yoshi Toranaga (basato sul personaggio storico di Tokugawa Ieyasu), fino a diventare il primo shōgun dopo le guerre civili terminate nel 1600 circa e dopo circa 30 anni dalla fine dello shogunato Ashikaga. Le vicende sono raccontate dal punto di vista del navigatore inglese John Blackthorne, le cui gesta sono vagamente ispirate alle imprese storiche di William Adams.

## Trama
La narrazione inizia nell'aprile del 1600. L'Erasmus, un mercantile armato da guerra battente bandiera olandese, che doveva saccheggiare il Nuovo Mondo per poi tornare in patria, è alla deriva in mezzo al mare. Sulla nave si trovano il capitano, il pilota inglese John Blackthorne e i superstiti dell'equipaggio, duramente provati dalla fame e dalla sete. In seguito ad una tempesta il natante naufraga sulle coste giapponesi, in un piccolo villaggio di pescatori chiamato Anjiro. Grazie al proprio coraggio e intelligenza, Blackthorne riuscirà a sopravvivere e adattarsi ad un mondo completamente nuovo, dominato dagli intrighi e giochi di potere tra Ishido e Toranaga, i due daimyō più potenti del Giappone. È proprio Toranaga a prendere Blackthorne sotto la sua protezione, intuendone le potenzialità. Mentre serve sotto il suo signore, Blackthorne fa la conoscenza di Mariko, la sua traduttrice e istitutrice, per la quale nutre un disperato e impossibile amore. Ella lo aiuta nella comprensione dei costumi e della lingua del Giappone feudale, e lui si rivela uno studente eccezionalmente rapido, tanto che in breve tempo si adatta alla nuova realtà.
Intanto Toranaga si trova in una situazione scomoda, dal momento che i più potenti signori feudali giapponesi si stanno alleando contro di lui. Inoltre il suo fratellastro Zataki, signore della provincia di Shinano, minaccia di schierarsi apertamente dalla parte dei suoi nemici. La situazione sembra degenerare quando Toranaga è costretto da un decreto imperiale a recarsi senza scorta nel castello di Ishido, proprio nella tana del nemico. Egli riesce tuttavia a ribaltare la situazione. Blackthorne, abile navigatore inglese e protestante, è la chiave per mettere sotto pressione i gesuiti portoghesi che hanno già guadagnato molto potere nell'isola. Le cortigiane Kiku e Gyoko procurano al loro signore le informazioni necessarie a far tornare Zataki dalla sua parte. E la morte di Mariko viene sfruttata per spezzare l'intesa dei suoi avversari. Così Toranaga sconfigge i suoi nemici ed emerge dalla lotta come unico vincitore, prendendo il titolo di shōgun.

## Personaggi principali
- John Blackthorne è il navigatore della nave Erasmus e il personaggio principale del romanzo. All'inizio della storia ha 37 anni, ed è descritto come un uomo alto e dalla pelle bianca, con gli occhi grigi e la barba bionda, quasi dorata. Viene chiamato Anjin, "pilota", per via del suo mestiere prima di arrivare in Giappone. Riesce ad adattarsi molto rapidamente alla cultura e allo stile di vita del Giappone feudale, tanto da parlarne anche la lingua. Egli infatti resta affascinato dal mondo nipponico e lo mette continuamente in relazione con la vita, misera, sporca e senza valori che si conduce nello stesso periodo in Inghilterra, la sua patria.
- L'equipaggio dell'Erasmus sopravvissuto, ossia gli uomini che arrivano in Giappone insieme a Blackthorne sono Van Nekk, Pieterzoon, Sonk, Maetsukker, Ginsel, Jan Roper, Salamon, Maximilian Croocq, Vinck e Spillbergen.
- Padre Sebastio è un gesuita portoghese che vive nel villaggio giapponese.
- Kasigi Omi è il primo samurai che Blackhtorne incontra. Omi è il nipote del daimyō Yabu Kasigi, che odia segretamente.
- Kasigi Yabu è il feudatario di Izu, il daimyō. Egli, crudele e sleale, s'impossessa subito delle ricchezze che si trovavano sull'Erasmus. I samurai lo persuadono a risparmiare la vita agli stranieri, supponendo che essi potessero risultare utili in un secondo momento.
- Yoshi Toranaga-noh-Chikitada-noh-Minowara è descritto come "il più grande generale vivente", membro del Consiglio dei cinque reggenti, signore del Kwanto, le Otto Province, conquistatore della Corea, comandante in capo delle armate dell'est e dell'ovest.
- Ishido Kazunari è un membro del Consiglio dei cinque reggenti, signore di Osaka ed il maggior avversario politico e militare di Toranaga.
- Mura è l'uomo che accoglie Blackthorne in casa sua; è il responsabile del villaggio.
- Vasco Rodrigues è il navigatore portoghese della Nao del Trato. A causa della sua nazionalità, inizialmente è restio a fidarsi dell'inglese Blackthorne, ma sviluppa con quest'ultimo un bel rapporto di amicizia basato su valori comuni e sulla loro stessa professione.
- Padre Martin Alvito è stato per anni l'interprete del Taikō, adesso è il più influente mediatore dei portoghesi presso il Consiglio dei cinque reggenti, in particolare presso Ishido e Toranaga. Conosce benissimo il giapponese ed è descritto come un uomo molto intelligente.
- Toda Hiromatsu è un anziano generale al servizio di Toranaga.
- Toda Mariko è la moglie del figlio di Hiromatsu. Essendo cattolica, conosce sia il portoghese sia il latino. Per tale motivo diventerà poi l'interprete di Toranaga e Blackthorne.

### Interpretazione dei personaggi
Molti personaggi che compaiono in Shōgun sono basati su effettive figure storiche.
- Nakamura – Toyotomi Hideyoshi (1536–1598)
- Ochiba – Yodo-dono (1569–1615)
- Yaemon – Toyotomi Hideyori (1593–1615)
- Yoshi Toranaga – Tokugawa Ieyasu (1543–1616)
- Yoshi Sudara – Tokugawa Hidetada (1579–1632)
- Genjiko: Oeyo (1573–1626)
- Yoshi Naga – Matsudaira Tadayoshi (1580–1607)
- John Blackthorne/Miura Anjin – William Adams (1564–1620)
- Goroda – Oda Nobunaga (1534–1582)
- Akechi Jinsai – Akechi Mitsuhide (1528–1582)
- Toda Mariko – Hosokawa Gracia (1563–1600)
- Toda Hiro-matsu "Pugno d'Acciaio" – Hosokawa Fujitaka (1534–1610)
- Toda Buntaro – Hosokawa Tadaoki (1563–1646)
- Toda Saruji – Hosokawa Tadatoshi (1586–1641)
- Ishido – Ishida Mitsunari (1561–1600)
- Kasigi Yabu – Honda Masanobu (1538–1616)
- Kasigi Omi – Honda Masazumi (1566–1637)
- Yodoko – Nene
- Onoshi – Otani Yoshitsugu (1558–1600)
- Harima – Arima Harunobu (1567–1612)
- Kiyama – Konishi Yukinaga (1555–1600)
- Sugiyama – Maeda Toshiie (1539–1599)
- Zataki – Matsudaira Sadakatsu (1560–1624)
- Martin Alvito/Tçuzu – João Rodrigues (1561/1562–1633/1634)
- Carlo dell’Aqua – Alessandro Valignano (1539–1606)
- Fratello Michele – Miguel Chijiwa (1569?–1633)
- Paul Spillbergen – Jacob Quaeckernaeck (?–1606)
- Johann Vinck – Jan Joosten van Lodensteijn (1556?–1623)
- Swordsmith Murasama – Sengo Muramasa (XVI secolo)

## Critica
Nonostante alcuni studiosi mettano in discussione l'accuratezza storica del romanzo Shogun, la critica è d'accordo nel premiare la capacità di Clavell di coinvolgere il lettore in un mondo lontano e affascinante.
Il libro è stato accolto positivamente dal pubblico. Webster Scott del New York Times si dice entusiasta del racconto, sottolineando che nel leggere il libro si è avvolti totalmente da una cultura, quella giapponese, che «ti fa dimenticare chi sei e dove ti trovi».

## Trasposizioni

### Miniserie televisiva del 1980
Dal romanzo è stata tratta una miniserie televisiva, diretta da Jerry London ed interpretata da Richard Chamberlain e Toshirō Mifune. 

#### Film
Successivamente, le quasi nove ore della miniserie, sono state condensate in un film, pubblicato sempre nel 1980.

### Miniserie televisiva del 2024
Nell'agosto del 2018, è stato annunciato da parte di FX un nuovo adattamento del romanzo, composto da 10 episodi. La serie verrà distribuita nel corso del 2024.

## Edizioni
- James Clavell, Shōgun, traduzione di Grazia Lanzillo, Bompiani,  p. 905, ISBN 88-452-5096-2.